# 東京ダンス&アクターズ専門学校
東京ダンス・俳優&舞台芸術専門学校（とうきょうダンスはいゆうあんどぶたいげいじゅつせんもんがっこう、英語：Tokyo Dance and Actors School）は、東京都渋谷区渋谷にある学校法人滋慶学園が運営する音楽、エンターテイメントの専門学校。通称「DA」「DA TOKYO」「DA東京」。
東京スクールオブミュージック専門学校渋谷から派生した専門学校。

## 概要
俳優・声優・ダンサーを養成する事を目的にし、音楽・音響・パフォーマンス・ステージ技術などについて実践的に学ぶ専門学校である。Wメジャーシステムを利用し、ミュージシャン・作曲家・レコーディングエンジニア・音楽関係者などの進路も目指すことができる。

## 沿革
2006年4月開校。音楽、エンターテイメント業界に即戦力を養成することを目的に設立した。2023年4月、ダンサー・振付師の上野隆博（TAKAHIRO）が学校長に就任。

## 学科
- ダンス
  - ダンスマスター本科専攻（4年制）
  - NYダンス留学専攻（4年制）
  - ダンスプロフェッショナル専攻（3年制）
  - バックダンサー専攻（3年制）
  - テーマパークダンサー専攻（3年制）
  - ダンス&ヴォーカル専攻（3年制）
  - ダンス&動画クリエーター専攻（3年制）
  - ダンスインストラクター専攻（3年制）
  - ダンス&イベント制作専攻（3年制）
- K-POP
  - K-POPアーティスト&マネジメント専攻（4年制）
  - K-POPダンサー&アーティスト専攻（3年制）
- 俳優
  - 俳優本科専攻（4年制）
  - ミュージカル本科専攻（4年制）
  - VTuberエンターテイメント専攻（4年制）
  - 俳優/タレント専攻（3年制）
  - 俳優&声優専攻（3年制）
  - 俳優&アーティスト専攻（3年制）
  - テーマパークアクター専攻（3年制）

## 主な出身者
- 和田マリア（ダンサー）
- 高木勝也（俳優）
- 平山笑美（声優）
- 碕理人（俳優）
- 小野一貴（俳優）
- 最上みゆう（声優、舞台女優）
- 法元明菜（声優）
- 新山陽子（チアリーダー）

## その他
- 校舎は3つあり、宮益坂にある第一校舎（プロミュージシャン系）、第二校舎（音楽テクノロジー系）、明治通り沿いに位置する総合校舎（ダンス＆アクターズ系）がある。
- 校舎は立地上、多くのPV/MV・ドラマ・バラエティ・雑誌等の撮影場所として使用されている。特にDA TOKYOのある総合校舎は、さまざまな番組で取り上げられている。
- 副校長にはプリンセス プリンセスメンバーの渡辺敦子、サザンオールスターズのレコーディングエンジニア池村雅彦らがいる。